# Гарсия, Радамель
Радамель Энрике Гарсия Кинг (исп. Radamel Enrique García King; 16 апреля 1957 года, Санта-Марта — 3 января 2019 года, там же) — колумбийский футболист, полузащитник.
Известен по выступлениям за клубы «Индепендьенте Санта-Фе» и «Унион Магдалена». Участник Олимпийских игр 1980 года.

## Карьера

### Клубная карьера
Дебютировал как профессиональный футболист в чемпионате Колумбии 1977 года в составе клуба «Санта-Фе». За первые два сезона сыграл в общей сложности в 9 матчах первого колумбийского дивизиона, сезон 1979 года был им пропущен. Вернулся в первую команду клуба из Боготы в 1980 году, в чемпионате 1981 года стал чаще появляться в основном составе, сыграл в 20 матчах, несколько раз выходил на поле в основе.
В 1982 году пополнил состав клуба «Атлетико Хуниор», провёл в футболке клуба 9 матчей. Сезон 1983 года вновь начал в составе «Санта-Фе» уже стабильным игроком основного состава.
В 1984 году перешёл в клуб «Унион Магдалена», где провёл следующие четыре сезона, стабильно являясь игроком основного состава.
В 1988 году подписал контракт с «Депортес Толимой», за которую отыграл один сезон, выйдя на поле в 31 матче.
В 1989 году пополнил состав клуба «Атлетико Букараманга», за который отыграл также один сезон.
Завершил игровую карьеру в 1991 году выступлениями за «Депортиво Тачиру» из Венесуэлы.

### Карьера в сборной
Принял участие в составе сборной Колумбии в Олимпийском футбольном турнире 1980 года в Москве. Сыграл первый матч против сборной Чехословакии (21 июля в Ленинграде), однако из-за травмы полученной на 24 минуте матча был заменен, в других играх участия не принимал.

## Личная жизнь
Отец футболиста Радамеля Фалькао Гарсии. Умер 3 января 2019 года в клинике города Санта-Марта после продолжительной болезни,.